# Dòng Thánh Augustinô Nhặt Phép
Dòng Thánh Augustinô Nhặt Phép hay còn gọi là Dòng Thánh Augustinô Chiêm Niệm, kí hiệu viết tắt là O.A.R. là một dòng tu của Giáo hội Công giáo Rôma. Dòng này có nguồn gốc từ Dòng các Ẩn sĩ Thánh Augustinô tại Tây Ban Nha, và tách ra khỏi dòng này vào năm 1588. Sau hơn 30 năm sau khi tách khỏi Dòng các Ẩn sĩ Thánh Augustinô, dòng được công nhận là một hội dòng tự trị vào năm 1621 và trở thành dòng tu độc lập vào dịp kỉ niệm 300 năm thành lập, tức năm 1921.
Theo niên giám năm 2016 của Tòa Thánh, dòng Dòng Thánh Augustinô Nhặt Phép có 1.105 tu sĩ hoạt động tại 183 nhà.